# جوفينوس
جوڤينوس كان سياسيًا غالو رومانيًا عاش في أوائل القرن الخامس الميلادي. اشتهر بإعلانه نفسه إمبراطورًا رومانيًا في بلاد الغال بين عامي 411 و413 م، في وقتٍ كانت فيه الإمبراطورية الرومانية الغربية تمرّ بمرحلة من الاضطرابات والانقسامات السياسية. بدعم من بعض الزعماء المحليين والقادة العسكريين، حاول جوڤينوس تثبيت سلطته كحاكم مستقل، لكنه واجه معارضة من الإمبراطور الشرعي، وانتهى به الأمر مقتولًا بعد فترة قصيرة من حكمه.

بعد هزيمة المُغتصب المعروف باسم قسطنطين الثالث، أعلن جوفينوس نفسه إمبراطورًا في مدينة ماينز عام 411م، بدعم من غونداهار، ملك البورغنديين. وقد حافظ جوفينوس على سلطته في بلاد الغال لمدة عامين، وهي فترة كافية لإصدار عملة معدنية تحمل صورته وهو مرتدٍ التاج الإمبراطوري.
نال جوفينوس دعم عددٍ محدود من النبلاء الغالو-رومان المحليين الذين نجوا من سقوط قسطنطين، وباسم سلطته الإمبراطورية، استقر غونداهار وقبائل البورغنديين في الضفة اليسرى من نهر الراين (الجانب الروماني)، ما بين نهري لاوتر وناهي. هناك، أسّسوا مملكة واتخذوا من مستوطنة بوربيتوماجوس الغالو رومانية القديمة (ديدان الحالية) عاصمة لهم.
جاءت نهاية جوفينوس عندما غادر القوط الغربيون بقيادة أتاولف إيطاليا بناءً على نصيحة بريسكوس أتالوس ظاهريًا للانضمام إليه، وكانوا يحملون معهم كرهائن الإمبراطور السابق أتالوس وغالا بلاسيديا، أخت الإمبراطور هونوريوس غير الشقيقة. في تلك الأثناء، هاجم أتاولف وقتل ساروس، الذي كان قد قدم هو الآخر لدعم جوفينوس. أُغضب جوفينوس من هذا التصرف، لكنه لم يُشاور أتاولف لاحقًا عندما أعلن شقيقه سيباستيانوس إمبراطورًا مشاركًا.
ردّ أتاولف بالتحالف مع هونوريوس، ودعمه القوط الغربيون، وتمكنوا من هزيمة قوات جوفينوس. أُعدم سيباستيانوس، وفرّ جوفينوس خوفًا على حياته، إلا أنه حوصر وأُسر في فالينتيا (فالينس، دروم)،  وبعد ذلك نُقل إلى ناربون، حيث أعدمه كايوس بوستوموس، الحاكم البريتوري لبلاد الغال، الذي ظل مواليًا لهونوريوس.
لاحقًا، أُرسلت رؤوس جوفينوس وسيباستيانوس إلى هونوريوس، وعُلِّقت على أسوار رافينا، قبل أن تُنقل إلى قرطاج، حيث عُرضت بشكل دائم إلى جانب رؤوس أربعة مغتصبين آخرين .